# ウエスタンランド・シューティングギャラリー
- ディズニーパーク > 東京ディズニーリゾート > 東京ディズニーランド

- - ウエスタンランド > ウエスタンランド・シューティングギャラリー

- - 東京ディズニーランドのアトラクションの一覧 > ウエスタンランド・シューティングギャラリー

| ウエスタンランド・シューティングギャラリー Westernland Shootin' Gallery | ウエスタンランド・シューティングギャラリー Westernland Shootin' Gallery | ウエスタンランド・シューティングギャラリー Westernland Shootin' Gallery | ウエスタンランド・シューティングギャラリー Westernland Shootin' Gallery |
| ----------------------------------------------------------------------- | ----------------------------------------------------------------------- | ----------------------------------------------------------------------- | ----------------------------------------------------------------------- |
| オープン日                                                              | オープン日                                                              | 1983年4月15日 (東京ディズニーランドと同時にオープン)                    | 1983年4月15日 (東京ディズニーランドと同時にオープン)                    |
| スポンサー                                                              | スポンサー                                                              | なし                                                                    | なし                                                                    |
| 所要時間                                                                | 所要時間                                                                | フリー                                                                  | フリー                                                                  |
| 定員                                                                    | 定員                                                                    | -                                                                       | -                                                                       |
| 利用制限                                                                |                                                                         | なし                                                                    | なし                                                                    |
| ファストパス                                                            | ファストパス                                                            |                                                                         | 対象外                                                                  |
| シングルライダー                                                        | シングルライダー                                                        |                                                                         | 対象外                                                                  |

ウエスタンランド・シューティングギャラリー（Westernland Shootin' Gallery）は、東京ディズニーランドのウエスタンランドにあるアトラクション。

## 概要
ウエスタンランド・シューティングギャラリーは、的に向かって銃撃する射撃タイプのアトラクション。縁日などで見られる射的ゲームのような、標的にコルクなどの弾を発射して物理的に命中させるようなものではなく、的にセンサー、銃に赤外線発信装置が取り付けられており、銃から発信された赤外線を的のセンサーが感知して命中判定を行う。
設定は、西部開拓時代のサルーン（酒場）。内装もその設定にあわせたものになっている。
このアトラクションは他のアトラクションと異なり、パスポートは必要とせず、1回200円でプレイできる。
2005年6月1日より、それまでこのアトラクションにあったスーベニアメダル製造機は「ウエスタンウエア」へ移設された。
ここで使われている銃は使用するライフル銃は1870年型の22口径のウィンチェスターライフルを模造したものであり、19丁ある。また、銃が置かれている台の足元には、背が足りない子どものために踏み台が用意されている。
過去は銃弾は15発で何発命中しても弾が切れたらその時点で終了するシステムだったが、リニューアル後は命中成績が記されたグーフィーのイラストとメッセージ付きのスコアカードが印刷されるようになった。また、10発全て命中もしくはスコアカードに「ラッキー」という文字があった場合は景品として非売品のオリジナルスーベニアメダルが配付されていた。2005年9月16日からは、スーベニアメダルではなく、保安官バッジに変更された。
景品の保安官バッジは、10発命中させると銀色のバッジ、「ラッキー」の文字ならば金色のバッジ。保安官バッジは基本的にグーフィーの絵が描かれているが、時期によっては期間限定デザインの保安官バッジとなる。2006年11月7日から12月25日にかけて開催されるスペシャルイベント『クリスマス・ファンタジー』の期間中は、その保安官バッジがクリスマスバージョンになり、絵柄のグーフィーもサンタクロースの帽子を被ったものになった。2014年のハロウィーンの時期には、ハロウィーンのデザインの保安官バッジになった。

## リアクション
的に当たると、その的に対応した何らかのリアクションを見せる。
- 自動演奏ピアノを撃つと演奏のリズムが狂う。
- 居眠りしている保安官やウェイターを撃つと起きる。
- スロットマシンを撃つとドラムが回る。
- 棚にある瓶を撃つと揺れたり倒れたりする。
- 動物（ハゲワシや猫）を撃つと鳴く。
- 帽子を撃つとガラガラヘビが現れる。
- ランプを撃つと炎が消える。
- 柱に吊るしている服を撃つと揺れる。
- 額縁の絵を撃つと絵が動く。
- 牛の剥製を打つと動いて鳴く。
- 酒の樽を撃つとテキーラをがぶ飲みするガイコツが現れる。
- キツツキを撃つとドラミングをする。
- 馬車の模型が入った瓶を撃つと騒がしい音が聞こえる。
- 棚にあるライフルを撃つとそれも音が鳴る。
- 壁穴を撃つと人が現れる。
- 壁穴から不規則にネズミが姿を現すが、それも撃つことができる。